# Dendrocerus latifrons
Dendrocerus latifrons är en stekelart som först beskrevs av Muesebeck 1959.  Dendrocerus latifrons ingår i släktet Dendrocerus och familjen trefåresteklar. Inga underarter finns listade i Catalogue of Life.